# Tour de Suisse 2021
La 84e édition du Tour de Suisse a lieu du 6 au 13 juin 2021. La course se déroule sur un format de huit étapes entre Frauenfeld et Andermatt.
L'épreuve fait partie du calendrier UCI World Tour 2021 en catégorie 1.UWT.

## Présentation

### Parcours
Après la première étape disputée contre-la-montre dans la ville de Frauenfeld située au nord du pays, dans le canton de Thurgovie, les coureurs entament une deuxième étape dont le départ est donné à Neuhausen am Rheinfall, célèbre pour ses chutes du Rhin (canton de Schaffhouse). Cette deuxième étape au relief moyennement accidenté conduit les coureurs à Lachen (canton de Schwyz) au bord du lac de Zurich. La troisième étape assez facile longe plusieurs lacs pour se terminer à Pfaffnau dans le canton de Lucerne. La quatrième étape est une étape de transition menant les coureurs au pied des Alpes dans la célèbre station de Gstaad (canton de Berne). La cinquième étape est la première grosse étape de montagne et compte deux cols de première catégorie au programme ainsi qu'une arrivée en côte à Loèche-les-Bains (canton du Valais). Partant de la petite commune valaisane de Fiesch, la sixième étape commence par l'ascension du Col du Nufenen (hors catégorie) et comprend la montée du col du Lukmanier (première catégorie) dans sa dernière partie avant de rejoindre l'arrivée jugée à Disentis/Mustér dans le canton des Grisons. Un contre-la-montre de 23 kilomètres constitue la septième étape. Il part de Disentis-Sedrun (altitude : 1411 m) pour gravir le col de l'Oberalp (altitude : 2046 m) avant de descendre sur la station d'Andermatt (altitude : 1438 m) dans le canton d'Uri. La huitième et dernière étape autour d'Andermatt est très difficile avec trois cols au programme, le col de l'Oberalp, le col du Lukmanier (première catégorie) et le col du Saint-Gothard (hors catégorie) dont le sommet se situe à 15 kilomètres de l'arrivée.

### Équipes
Le Tour de Suisse figurant au calendrier de l'UCI World Tour, les dix-neuf WorldTeams y participent. Trois ProTeams et une équipe nationale, la Suisse, sont invitées. Vingt-trois équipes participent ainsi à ce Tour de Suisse :
| WorldTeams (19)- AG2R Citroën Team - Astana-Premier Tech - Bahrain Victorious - Bora-Hansgrohe - Cofidis - Deceuninck-Quick Step - EF Education-Nippo - Groupama-FDJ - Ineos Grenadiers - Intermarché-Wanty-Gobert Matériaux - Israel Start-Up Nation - Jumbo-Visma - Lotto Soudal - Movistar Team - Team BikeExchange - Team DSM - Qhubeka Assos - Trek-Segafredo - UAE Team Emirates ProTeams (3)- Alpecin-Fenix - Rally Cycling - Total Direct Énergie Équipe nationale- Suisse |
| |

### Favoris
Tout comme pour le Critérium du Dauphiné, on note l'absence des deux premiers au classement UCI : les Slovènes Primož Roglič (Jumbo-Visma) et Tadej Pogačar (UAE Team Emirates) ainsi que celle du Colombien Egan Bernal, récent vainqueur du Tour d'Italie et dernier lauréat de l'épreuve en 2019.
Les favoris pour une victoire au classement général sont nombreux. L'équipe Ineos Grenadiers a plusieurs atouts avec l’Australien Rohan Dennis, deuxième de l'édition 2019, l’Équatorien Richard Carapaz et le Russe Pavel Sivakov remis en selle après sa chute et de son abandon au Tour d'Italie. Parmi les autres favoris, on peur citer le Danois Jakob Fuglsang (Astana), le Colombien Esteban Chaves (Team BikeExchange), l'Espagnol Marc Soler (Movistar) et le Canadien Michael Woods (Israel Start-up)
Parmi les outsiders, le vainqueur de Paris-Nice l'Allemand Maximilian Schachmann (Bora-Hansgrohe), le Français champion du monde Julian Alaphilippe (Deceuninck-Quick Step), son jeune équipier belge Mauri Vansevenant, le Belge Tiesj Benoot (Team DSM), le Néerlandais Tom Dumoulin (Jumbo-Visma), de retour à la compétition après un break de 6 mois, le Danois Søren Kragh Andersen (Team DSM), le Colombien Rigoberto Urán (EducationFirst), le Français Pierre Latour (Total Direct Énergie) ou encore le Néerlandais Wout Poels (Bahrain) sont le plus souvent cités

## Étapes
| Étape     | Date    | Villes étapes                   | type                        | Distance (km) | Dénivelé (m) | Vainqueur d'étape    | Leader du classement général |
| --------- | ------- | ------------------------------- | --------------------------- | ------------- | ------------ | -------------------- | ---------------------------- |
| 1re étape | 6 juin  | Frauenfeld – Frauenfeld         | contre-la-montre individuel | 10,84         | 36 m         | Stefan Küng          | Stefan Küng                  |
| 2e étape  | 7 juin  | Neuhausen am Rheinfall – Lachen | étape vallonnée             | 173           | 2 375 m      | Mathieu van der Poel | Stefan Küng                  |
| 3e étape  | 8 juin  | Lachen – Pfaffnau               | étape vallonnée             | 185           | 2 492 m      | Mathieu van der Poel | Mathieu van der Poel         |
| 4e étape  | 9 juin  | St. Urban – Gstaad              | étape vallonnée             | 171           | 1 940 m      | Stefan Bissegger     | Mathieu van der Poel         |
| 5e étape  | 10 juin | Gstaad – Loèche-les-Bains       | étape de montagne           | 172           | 2 501 m      | Richard Carapaz      | Richard Carapaz              |
| 6e étape  | 11 juin | Andermatt – Disentis/Mustér     | étape de montagne           | 130           | 2 715 m      | Andreas Kron         | Richard Carapaz              |
| 7e étape  | 12 juin | Disentis/Mustér – Andermatt     | contre-la-montre en côte    | 23,2          | 654 m        | Rigoberto Urán       | Richard Carapaz              |
| 8e étape  | 13 juin | Andermatt – Andermatt           | étape de montagne           | 160           | 3 517 m      | Gino Mäder           | Richard Carapaz              |

## Déroulement de la course

### 1reétape
Cette première étape disputée contre-la-montre consacre deux Suisses aux deux premières places : Stefan Küng (Groupama-FDJ) l'emporte devant Stefan Bissegger (EF Education-Nippo).
| \| Classement de l'étape \| Classement de l'étape \| Classement de l'étape \| Classement de l'étape \| Classement de l'étape \| \| Coureur \| Coureur \| Pays \| Équipe \| Temps \| \| --------------------- \| --------------------- \| --------------------- \| --------------------- \| --------------------- \| \| 1er \| Stefan Küng \| Suisse \| Groupama-FDJ \| 12 min 00 s \| \| 2e \| Stefan Bissegger \| Suisse \| EF Education-Nippo \| + 4 s \| \| 3e \| Mattia Cattaneo \| Italie \| Deceuninck-Quick Step \| + 12 s \| \| 4e \| Thomas Scully \| Nouvelle-Zélande \| EF Education-Nippo \| + 15 s \| \| 5e \| Julian Alaphilippe \| France \| Deceuninck-Quick Step \| + 19 s \| \| 6e \| Jonas Rutsch \| Allemagne \| EF Education-Nippo \| + 22 s \| \| 7e \| Jannik Steimle \| Allemagne \| Deceuninck-Quick Step \| + 22 s \| \| 8e \| Florian Vermeersch \| Belgique \| Lotto-Soudal \| + 22 s \| \| 9e \| Søren Kragh Andersen \| Danemark \| Team DSM \| + 22 s \| \| 10e \| Rohan Dennis \| Australie \| Ineos Grenadiers \| + 23 s \| |                      |                  |                       |             |
| |                      |                  |                       |             |
| Source : ProCyclingStats |                      |                  |                       |             |
| Classement de l'étape |                      |                  |                       |             |
| Coureur | Coureur              | Pays             | Équipe                | Temps       |
| 1er | Stefan Küng          | Suisse           | Groupama-FDJ          | 12 min 00 s |
| 2e | Stefan Bissegger     | Suisse           | EF Education-Nippo    | + 4 s       |
| 3e | Mattia Cattaneo      | Italie           | Deceuninck-Quick Step | + 12 s      |
| 4e | Thomas Scully        | Nouvelle-Zélande | EF Education-Nippo    | + 15 s      |
| 5e | Julian Alaphilippe   | France           | Deceuninck-Quick Step | + 19 s      |
| 6e | Jonas Rutsch         | Allemagne        | EF Education-Nippo    | + 22 s      |
| 7e | Jannik Steimle       | Allemagne        | Deceuninck-Quick Step | + 22 s      |
| 8e | Florian Vermeersch   | Belgique         | Lotto-Soudal          | + 22 s      |
| 9e | Søren Kragh Andersen | Danemark         | Team DSM              | + 22 s      |
| 10e | Rohan Dennis         | Australie        | Ineos Grenadiers      | + 23 s      |

| \| Classement général \| Classement général \| Classement général \| Classement général \| Classement général \| \| Coureur \| Coureur \| Pays \| Équipe \| Temps \| \| ------------------ \| -------------------- \| ------------------ \| --------------------- \| ------------------ \| \| 1er \| Stefan Küng \| Suisse \| Groupama-FDJ \| 12 min 00 s \| \| 2e \| Stefan Bissegger \| Suisse \| EF Education-Nippo \| + 4 s \| \| 3e \| Mattia Cattaneo \| Italie \| Deceuninck-Quick Step \| + 12 s \| \| 4e \| Thomas Scully \| Nouvelle-Zélande \| EF Education-Nippo \| + 15 s \| \| 5e \| Julian Alaphilippe \| France \| Deceuninck-Quick Step \| + 19 s \| \| 6e \| Jonas Rutsch \| Allemagne \| EF Education-Nippo \| + 22 s \| \| 7e \| Jannik Steimle \| Allemagne \| Deceuninck-Quick Step \| + 22 s \| \| 8e \| Florian Vermeersch \| Belgique \| Lotto-Soudal \| + 22 s \| \| 9e \| Søren Kragh Andersen \| Danemark \| Team DSM \| + 22 s \| \| 10e \| Rohan Dennis \| Australie \| Ineos Grenadiers \| + 23 s \| |                      |                  |                       |             |
| |                      |                  |                       |             |
| Source : ProCyclingStats |                      |                  |                       |             |
| Classement général |                      |                  |                       |             |
| Coureur | Coureur              | Pays             | Équipe                | Temps       |
| 1er | Stefan Küng          | Suisse           | Groupama-FDJ          | 12 min 00 s |
| 2e | Stefan Bissegger     | Suisse           | EF Education-Nippo    | + 4 s       |
| 3e | Mattia Cattaneo      | Italie           | Deceuninck-Quick Step | + 12 s      |
| 4e | Thomas Scully        | Nouvelle-Zélande | EF Education-Nippo    | + 15 s      |
| 5e | Julian Alaphilippe   | France           | Deceuninck-Quick Step | + 19 s      |
| 6e | Jonas Rutsch         | Allemagne        | EF Education-Nippo    | + 22 s      |
| 7e | Jannik Steimle       | Allemagne        | Deceuninck-Quick Step | + 22 s      |
| 8e | Florian Vermeersch   | Belgique         | Lotto-Soudal          | + 22 s      |
| 9e | Søren Kragh Andersen | Danemark         | Team DSM              | + 22 s      |
| 10e | Rohan Dennis         | Australie        | Ineos Grenadiers      | + 23 s      |

### 2eétape
Dès le début de la course, une échappée de quatre hommes se constitue. Elle se compose des Suisses Tom Bohli (Cofidis) et Claudio Imhof (Équipe suisse) et des Canadiens Nickolas Zukowsky et Matteo Dal-Cin (Rally Cycling). Les fuyards compte un avantage maximum sur le peloton de plus de 5 min 30 s. Sous la pluie, le peloton refait progressivement son retard et reprend Imhof, le dernier des échappés, à 8,4 kilomètres de l'arrivée lors de l'ascension de la Litschstrasse (col de 2e catégorie) où le champion du monde français Julian Alaphilippe (Deceuninck Quick Step) fait éclater le peloton où seuls huit coureurs parviennent à suivre sa cadence. À 3,5 kilomètres du terme, le champion des Pays-Bas Mathieu van der Poel (Alpecin Fenix) accélère à l'avant de ce groupe. Seul l'Allemand Maximilian Schachmann (Bora Hansgrohe) parvient à prendre sa roue. Mais le Néerlandais continue en tête et termine en puissance en franchissant la ligne d'arrivée en vainqueur.
| \| Classement de l'étape \| Classement de l'étape \| Classement de l'étape \| Classement de l'étape \| Classement de l'étape \| \| Coureur \| Coureur \| Pays \| Équipe \| Temps \| \| --------------------- \| --------------------- \| --------------------- \| ---------------------- \| --------------------- \| \| 1er \| Mathieu van der Poel \| Pays-Bas \| Alpecin-Fenix \| 4 h 12 min 30 s \| \| 2e \| Maximilian Schachmann \| Allemagne \| Bora-Hansgrohe \| + 1 s \| \| 3e \| Wout Poels \| Pays-Bas \| Bahrain Victorious \| + 4 s \| \| 4e \| Iván García Cortina \| Espagne \| Movistar Team \| + 4 s \| \| 5e \| Marc Hirschi \| Suisse \| UAE Team Emirates \| + 4 s \| \| 6e \| Richard Carapaz \| Équateur \| Ineos Grenadiers \| + 4 s \| \| 7e \| Michael Woods \| Canada \| Israel Start-Up Nation \| + 4 s \| \| 8e \| Julian Alaphilippe \| France \| Deceuninck-Quick Step \| + 4 s \| \| 9e \| Jakob Fuglsang \| Danemark \| Astana-Premier Tech \| + 4 s \| \| 10e \| Andreas Kron \| Danemark \| Lotto-Soudal \| + 9 s \| |                       |           |                        |                 |
| |                       |           |                        |                 |
| Source : ProCyclingStats |                       |           |                        |                 |
| Classement de l'étape |                       |           |                        |                 |
| Coureur | Coureur               | Pays      | Équipe                 | Temps           |
| 1er | Mathieu van der Poel  | Pays-Bas  | Alpecin-Fenix          | 4 h 12 min 30 s |
| 2e | Maximilian Schachmann | Allemagne | Bora-Hansgrohe         | + 1 s           |
| 3e | Wout Poels            | Pays-Bas  | Bahrain Victorious     | + 4 s           |
| 4e | Iván García Cortina   | Espagne   | Movistar Team          | + 4 s           |
| 5e | Marc Hirschi          | Suisse    | UAE Team Emirates      | + 4 s           |
| 6e | Richard Carapaz       | Équateur  | Ineos Grenadiers       | + 4 s           |
| 7e | Michael Woods         | Canada    | Israel Start-Up Nation | + 4 s           |
| 8e | Julian Alaphilippe    | France    | Deceuninck-Quick Step  | + 4 s           |
| 9e | Jakob Fuglsang        | Danemark  | Astana-Premier Tech    | + 4 s           |
| 10e | Andreas Kron          | Danemark  | Lotto-Soudal           | + 9 s           |

| \| Classement général \| Classement général \| Classement général \| Classement général \| Classement général \| \| Coureur \| Coureur \| Pays \| Équipe \| Temps \| \| ------------------ \| --------------------- \| ------------------ \| --------------------- \| ------------------ \| \| 1er \| Stefan Küng \| Suisse \| Groupama-FDJ \| 4 h 24 min 52 s \| \| 2e \| Julian Alaphilippe \| France \| Deceuninck-Quick Step \| + 1 s \| \| 3e \| Maximilian Schachmann \| Allemagne \| Bora-Hansgrohe \| + 2 s \| \| 4e \| Mathieu van der Poel \| Pays-Bas \| Alpecin-Fenix \| + 6 s \| \| 5e \| Iván García Cortina \| Espagne \| Movistar Team \| + 12 s \| \| 6e \| Mattia Cattaneo \| Italie \| Deceuninck-Quick Step \| + 12 s \| \| 7e \| Richard Carapaz \| Équateur \| Ineos Grenadiers \| + 13 s \| \| 8e \| Neilson Powless \| États-Unis \| EF Education-Nippo \| + 25 s \| \| 9e \| Gino Mäder \| Suisse \| Bahrain Victorious \| + 30 s \| \| 10e \| Andreas Kron \| Danemark \| Lotto-Soudal \| + 33 s \| |                       |            |                       |                 |
| |                       |            |                       |                 |
| Source : ProCyclingStats |                       |            |                       |                 |
| Classement général |                       |            |                       |                 |
| Coureur | Coureur               | Pays       | Équipe                | Temps           |
| 1er | Stefan Küng           | Suisse     | Groupama-FDJ          | 4 h 24 min 52 s |
| 2e | Julian Alaphilippe    | France     | Deceuninck-Quick Step | + 1 s           |
| 3e | Maximilian Schachmann | Allemagne  | Bora-Hansgrohe        | + 2 s           |
| 4e | Mathieu van der Poel  | Pays-Bas   | Alpecin-Fenix         | + 6 s           |
| 5e | Iván García Cortina   | Espagne    | Movistar Team         | + 12 s          |
| 6e | Mattia Cattaneo       | Italie     | Deceuninck-Quick Step | + 12 s          |
| 7e | Richard Carapaz       | Équateur   | Ineos Grenadiers      | + 13 s          |
| 8e | Neilson Powless       | États-Unis | EF Education-Nippo    | + 25 s          |
| 9e | Gino Mäder            | Suisse     | Bahrain Victorious    | + 30 s          |
| 10e | Andreas Kron          | Danemark   | Lotto-Soudal          | + 33 s          |

### 3eétape
Dès l'entame de l'étape, trois hommes s'isolent en tête. Il s'agit de l'Américain Benjamin King (Rally Cycling), du Français Rémy Rochas (Cofidis) et du Suisse Claudio Imhof (Équipe suisse), déjà présent dans l'échappée de la veille. Ces trois coureurs sont rejoints après une quinzaine de kilomètres par le Suisse Mathias Frank (AG2R Citroën). Le quatuor compte jusqu'à 7 minutes d'avance sur le peloton à une centaine de kilomètres de l'arrivée avant que cet écart ne commence à décroître régulièrement. À 25 km du but, Rochas lâche ses compagnons d'échappée mais est finalement repris peu de temps après par le peloton. Plusieurs attaques fusent à l'avant du peloton mais sans résultat concluant. L'Espagnol Iván García Cortina (Movistar) attaque à son tour à 8 kilomètres de l'arrivée et réussit à prendre une avance d'une petite vingtaine de secondes sur le peloton mais il est repris aux 700 mètres. Le sprint est lancé sur une route en montée et c'est le champion des Pays-Bas Mathieu van der Poel (Alpecin Fenix), déjà vainqueur la veille, qui gagne l'étape avec plusieurs longueurs d'avance et s'empare du maillot jaune grâce au jeu des bonifications.
| \| Classement de l'étape \| Classement de l'étape \| Classement de l'étape \| Classement de l'étape \| Classement de l'étape \| \| Coureur \| Coureur \| Pays \| Équipe \| Temps \| \| --------------------- \| --------------------- \| --------------------- \| ---------------------- \| --------------------- \| \| 1er \| Mathieu van der Poel \| Pays-Bas \| Alpecin-Fenix \| 4 h 24 min 26 s \| \| 2e \| Christophe Laporte \| France \| Cofidis \| + 0 s \| \| 3e \| Julian Alaphilippe \| France \| Deceuninck-Quick Step \| + 0 s \| \| 4e \| Michael Matthews \| Australie \| BikeExchange \| + 0 s \| \| 5e \| Maximilian Schachmann \| Allemagne \| Bora-Hansgrohe \| + 0 s \| \| 6e \| Alexander Kamp \| Danemark \| Trek-Segafredo \| + 0 s \| \| 7e \| Tiesj Benoot \| Belgique \| Team DSM \| + 0 s \| \| 8e \| Omar Fraile \| Espagne \| Astana-Premier Tech \| + 0 s \| \| 9e \| Anthony Turgis \| France \| Total Direct Énergie \| + 0 s \| \| 10e \| Michael Woods \| Canada \| Israel Start-Up Nation \| + 0 s \| |                       |           |                        |                 |
| |                       |           |                        |                 |
| Source : ProCyclingStats |                       |           |                        |                 |
| Classement de l'étape |                       |           |                        |                 |
| Coureur | Coureur               | Pays      | Équipe                 | Temps           |
| 1er | Mathieu van der Poel  | Pays-Bas  | Alpecin-Fenix          | 4 h 24 min 26 s |
| 2e | Christophe Laporte    | France    | Cofidis                | + 0 s           |
| 3e | Julian Alaphilippe    | France    | Deceuninck-Quick Step  | + 0 s           |
| 4e | Michael Matthews      | Australie | BikeExchange           | + 0 s           |
| 5e | Maximilian Schachmann | Allemagne | Bora-Hansgrohe         | + 0 s           |
| 6e | Alexander Kamp        | Danemark  | Trek-Segafredo         | + 0 s           |
| 7e | Tiesj Benoot          | Belgique  | Team DSM               | + 0 s           |
| 8e | Omar Fraile           | Espagne   | Astana-Premier Tech    | + 0 s           |
| 9e | Anthony Turgis        | France    | Total Direct Énergie   | + 0 s           |
| 10e | Michael Woods         | Canada    | Israel Start-Up Nation | + 0 s           |

| \| Classement général \| Classement général \| Classement général \| Classement général \| Classement général \| \| Coureur \| Coureur \| Pays \| Équipe \| Temps \| \| ------------------ \| --------------------- \| ------------------ \| --------------------- \| ------------------ \| \| 1er \| Mathieu van der Poel \| Pays-Bas \| Alpecin-Fenix \| 8 h 49 min 14 s \| \| 2e \| Julian Alaphilippe \| France \| Deceuninck-Quick Step \| + 1 s \| \| 3e \| Stefan Küng \| Suisse \| Groupama-FDJ \| + 4 s \| \| 4e \| Maximilian Schachmann \| Allemagne \| Bora-Hansgrohe \| + 6 s \| \| 5e \| Mattia Cattaneo \| Italie \| Deceuninck-Quick Step \| + 13 s \| \| 6e \| Iván García Cortina \| Espagne \| Movistar Team \| + 16 s \| \| 7e \| Richard Carapaz \| Équateur \| Ineos Grenadiers \| + 17 s \| \| 8e \| Neilson Powless \| États-Unis \| EF Education-Nippo \| + 29 s \| \| 9e \| Andreas Kron \| Danemark \| Lotto-Soudal \| + 37 s \| \| 10e \| Rigoberto Urán \| Colombie \| EF Education-Nippo \| + 39 s \| |                       |            |                       |                 |
| |                       |            |                       |                 |
| Source : ProCyclingStats |                       |            |                       |                 |
| Classement général |                       |            |                       |                 |
| Coureur | Coureur               | Pays       | Équipe                | Temps           |
| 1er | Mathieu van der Poel  | Pays-Bas   | Alpecin-Fenix         | 8 h 49 min 14 s |
| 2e | Julian Alaphilippe    | France     | Deceuninck-Quick Step | + 1 s           |
| 3e | Stefan Küng           | Suisse     | Groupama-FDJ          | + 4 s           |
| 4e | Maximilian Schachmann | Allemagne  | Bora-Hansgrohe        | + 6 s           |
| 5e | Mattia Cattaneo       | Italie     | Deceuninck-Quick Step | + 13 s          |
| 6e | Iván García Cortina   | Espagne    | Movistar Team         | + 16 s          |
| 7e | Richard Carapaz       | Équateur   | Ineos Grenadiers      | + 17 s          |
| 8e | Neilson Powless       | États-Unis | EF Education-Nippo    | + 29 s          |
| 9e | Andreas Kron          | Danemark   | Lotto-Soudal          | + 37 s          |
| 10e | Rigoberto Urán        | Colombie   | EF Education-Nippo    | + 39 s          |

### 4eétape
Après plusieurs échappées non abouties en première moitié de course, trois coureurs s'extraient du peloton à 93 kilomètres de l'arrivée. Il s'agit du Français Benjamin Thomas (Groupama-FDJ), du Suisse Joël Suter (Équipe suisse) et de l'Américain Joey Rosskopf (Rally Cycling). Le trio est rattrapé une vingtaine de kilomètres plus loin par le Suisse Stefan Bissegger (EducationFirst). Le quatuor désormais constitué creuse l'écart sur le peloton pour compter une substantielle avance de 7 minutes à 20 kilomètres du terme. À 15 kilomètres de l'arrivée, dans les premières pentes du col de Saanenmöser, Suter est distancé. Ensuite Thomas attaque en vue du sommet mais ne parvient pas à distancer ses adversaires. Les trois fuyards descendent vers Gstaad où  Stefan Bissegger s'impose. Le peloton arrive à plus de 5 minutes du vainqueur.
| \| Classement de l'étape \| Classement de l'étape \| Classement de l'étape \| Classement de l'étape \| Classement de l'étape \| \| Coureur \| Coureur \| Pays \| Équipe \| Temps \| \| --------------------- \| --------------------- \| --------------------- \| --------------------- \| --------------------- \| \| 1er \| Stefan Bissegger \| Suisse \| EF Education-Nippo \| 3 h 46 min 21 s \| \| 2e \| Benjamin Thomas \| France \| Groupama-FDJ \| + 0 s \| \| 3e \| Joey Rosskopf \| États-Unis \| Rally Cycling \| + 0 s \| \| 4e \| Joël Suter \| Suisse \| Suisse \| + 23 s \| \| 5e \| Edward Theuns \| Belgique \| Trek-Segafredo \| + 5 min 16 s \| \| 6e \| Sebastián Molano \| Colombie \| UAE Team Emirates \| + 5 min 16 s \| \| 7e \| Omar Fraile \| Espagne \| Astana-Premier Tech \| + 5 min 16 s \| \| 8e \| Mike Teunissen \| Pays-Bas \| Jumbo-Visma \| + 5 min 16 s \| \| 9e \| Fred Wright \| Royaume-Uni \| Bahrain Victorious \| + 5 min 16 s \| \| 10e \| Michael Matthews \| Australie \| BikeExchange \| + 5 min 16 s \| |                  |             |                     |                 |
| |                  |             |                     |                 |
| Source : ProCyclingStats |                  |             |                     |                 |
| Classement de l'étape |                  |             |                     |                 |
| Coureur | Coureur          | Pays        | Équipe              | Temps           |
| 1er | Stefan Bissegger | Suisse      | EF Education-Nippo  | 3 h 46 min 21 s |
| 2e | Benjamin Thomas  | France      | Groupama-FDJ        | + 0 s           |
| 3e | Joey Rosskopf    | États-Unis  | Rally Cycling       | + 0 s           |
| 4e | Joël Suter       | Suisse      | Suisse              | + 23 s          |
| 5e | Edward Theuns    | Belgique    | Trek-Segafredo      | + 5 min 16 s    |
| 6e | Sebastián Molano | Colombie    | UAE Team Emirates   | + 5 min 16 s    |
| 7e | Omar Fraile      | Espagne     | Astana-Premier Tech | + 5 min 16 s    |
| 8e | Mike Teunissen   | Pays-Bas    | Jumbo-Visma         | + 5 min 16 s    |
| 9e | Fred Wright      | Royaume-Uni | Bahrain Victorious  | + 5 min 16 s    |
| 10e | Michael Matthews | Australie   | BikeExchange        | + 5 min 16 s    |

| \| Classement général \| Classement général \| Classement général \| Classement général \| Classement général \| \| Coureur \| Coureur \| Pays \| Équipe \| Temps \| \| ------------------ \| --------------------- \| ------------------ \| --------------------- \| ------------------ \| \| 1er \| Mathieu van der Poel \| Pays-Bas \| Alpecin-Fenix \| 12 h 40 min 51 s \| \| 2e \| Julian Alaphilippe \| France \| Deceuninck-Quick Step \| + 1 s \| \| 3e \| Stefan Küng \| Suisse \| Groupama-FDJ \| + 4 s \| \| 4e \| Maximilian Schachmann \| Allemagne \| Bora-Hansgrohe \| + 6 s \| \| 5e \| Mattia Cattaneo \| Italie \| Deceuninck-Quick Step \| + 13 s \| \| 6e \| Iván García Cortina \| Espagne \| Movistar Team \| + 16 s \| \| 7e \| Richard Carapaz \| Équateur \| Ineos Grenadiers \| + 17 s \| \| 8e \| Neilson Powless \| États-Unis \| EF Education-Nippo \| + 29 s \| \| 9e \| Andreas Kron \| Danemark \| Lotto-Soudal \| + 37 s \| \| 10e \| Stefan Bissegger \| Suisse \| EF Education-Nippo \| + 38 s \| |                       |            |                       |                  |
| |                       |            |                       |                  |
| Source : ProCyclingStats |                       |            |                       |                  |
| Classement général |                       |            |                       |                  |
| Coureur | Coureur               | Pays       | Équipe                | Temps            |
| 1er | Mathieu van der Poel  | Pays-Bas   | Alpecin-Fenix         | 12 h 40 min 51 s |
| 2e | Julian Alaphilippe    | France     | Deceuninck-Quick Step | + 1 s            |
| 3e | Stefan Küng           | Suisse     | Groupama-FDJ          | + 4 s            |
| 4e | Maximilian Schachmann | Allemagne  | Bora-Hansgrohe        | + 6 s            |
| 5e | Mattia Cattaneo       | Italie     | Deceuninck-Quick Step | + 13 s           |
| 6e | Iván García Cortina   | Espagne    | Movistar Team         | + 16 s           |
| 7e | Richard Carapaz       | Équateur   | Ineos Grenadiers      | + 17 s           |
| 8e | Neilson Powless       | États-Unis | EF Education-Nippo    | + 29 s           |
| 9e | Andreas Kron          | Danemark   | Lotto-Soudal          | + 37 s           |
| 10e | Stefan Bissegger      | Suisse     | EF Education-Nippo    | + 38 s           |

### 5eétape
Après plusieurs échappées éphémères, trois coureurs partent à l'attaque à 156 kilomètres de l'arrivée. Ce trio est formé par le maillot jaune Mathieu van der Poel (Alpecin-Fenix), Hermann Pernsteiner (Bahrain-Victorious) et Sergio Samitier (Movistar). Les trois hommes de tête sont rejoints par Claudio Imhof (Équipe suisse) à 121 kilomètres du terme. L'écart entre les quatre fuyards et le peloton atteint 3'30" à 108 km de l'arrivée avant de commencer de décroître. À 27 kilomètres de l'arrivée, l'échappée est reprise par le peloton. Dès les premiers mètres de la montée de l'Erschmatt, Antwan Tolhoek (Jumbo-Visma) place une attaque. Il est rejoint puis dépassé par Esteban Chaves (BikeExchange) qui s'isole en tête. Jakob Fuglsang (Astana) sort du groupe des favoris et tente de revenir sur Chaves. Dans la descente, Chaves commet une erreur de trajectoire et Fuglsang, meilleur descendeur, finit par revenir sur lui. Dans la montée finale, Fuglsang lâche Chaves. Derrière ces deux hommes, Michael Woods (Israel Start-Up Nation) tente une attaque dans le groupe des favoris mais se fait contrer par Richard Carapaz (Ineos Grenadiers) qui reprend et dépasse Chaves puis revient sur Fuglsang à 3 kilomètres du sommet. Les deux hommes arrivent ensemble à l'arrivée à Loèche-les-Bains où Richard Carapaz l'emporte et s'empare du maillot jaune.
| \| Classement de l'étape \| Classement de l'étape \| Classement de l'étape \| Classement de l'étape \| Classement de l'étape \| \| Coureur \| Coureur \| Pays \| Équipe \| Temps \| \| --------------------- \| --------------------- \| --------------------- \| ---------------------- \| --------------------- \| \| 1er \| Richard Carapaz \| Équateur \| Ineos Grenadiers \| 4 h 01 min 52 s \| \| 2e \| Jakob Fuglsang \| Danemark \| Astana-Premier Tech \| + 0 s \| \| 3e \| Michael Woods \| Canada \| Israel Start-Up Nation \| + 39 s \| \| 4e \| Lucas Hamilton \| Australie \| BikeExchange \| + 39 s \| \| 5e \| Rigoberto Urán \| Colombie \| EF Education-Nippo \| + 39 s \| \| 6e \| Maximilian Schachmann \| Allemagne \| Bora-Hansgrohe \| + 39 s \| \| 7e \| Julian Alaphilippe \| France \| Deceuninck-Quick Step \| + 39 s \| \| 8e \| Domenico Pozzovivo \| Italie \| Qhubeka Assos \| + 39 s \| \| 9e \| Esteban Chaves \| Colombie \| BikeExchange \| + 49 s \| \| 10e \| Sam Oomen \| Pays-Bas \| Jumbo-Visma \| + 1 min 22 s \| |                       |           |                        |                 |
| |                       |           |                        |                 |
| Source : ProCyclingStats |                       |           |                        |                 |
| Classement de l'étape |                       |           |                        |                 |
| Coureur | Coureur               | Pays      | Équipe                 | Temps           |
| 1er | Richard Carapaz       | Équateur  | Ineos Grenadiers       | 4 h 01 min 52 s |
| 2e | Jakob Fuglsang        | Danemark  | Astana-Premier Tech    | + 0 s           |
| 3e | Michael Woods         | Canada    | Israel Start-Up Nation | + 39 s          |
| 4e | Lucas Hamilton        | Australie | BikeExchange           | + 39 s          |
| 5e | Rigoberto Urán        | Colombie  | EF Education-Nippo     | + 39 s          |
| 6e | Maximilian Schachmann | Allemagne | Bora-Hansgrohe         | + 39 s          |
| 7e | Julian Alaphilippe    | France    | Deceuninck-Quick Step  | + 39 s          |
| 8e | Domenico Pozzovivo    | Italie    | Qhubeka Assos          | + 39 s          |
| 9e | Esteban Chaves        | Colombie  | BikeExchange           | + 49 s          |
| 10e | Sam Oomen             | Pays-Bas  | Jumbo-Visma            | + 1 min 22 s    |

| \| Classement général \| Classement général \| Classement général \| Classement général \| Classement général \| \| Coureur \| Coureur \| Pays \| Équipe \| Temps \| \| ------------------ \| --------------------- \| ------------------ \| ---------------------- \| ------------------ \| \| 1er \| Richard Carapaz \| Équateur \| Ineos Grenadiers \| 16 h 42 min 50 s \| \| 2e \| Jakob Fuglsang \| Danemark \| Astana-Premier Tech \| + 26 s \| \| 3e \| Maximilian Schachmann \| Allemagne \| Bora-Hansgrohe \| + 38 s \| \| 4e \| Julian Alaphilippe \| France \| Deceuninck-Quick Step \| + 53 s \| \| 5e \| Rigoberto Urán \| Colombie \| EF Education-Nippo \| + 1 min 11 s \| \| 6e \| Lucas Hamilton \| Australie \| BikeExchange \| + 1 min 31 s \| \| 7e \| Michael Woods \| Canada \| Israel Start-Up Nation \| + 1 min 32 s \| \| 8e \| Sam Oomen \| Pays-Bas \| Jumbo-Visma \| + 2 min 19 s \| \| 9e \| Esteban Chaves \| Colombie \| BikeExchange \| + 2 min 22 s \| \| 10e \| Domenico Pozzovivo \| Italie \| Qhubeka Assos \| + 3 min 10 s \| |                       |           |                        |                  |
| |                       |           |                        |                  |
| Source : ProCyclingStats |                       |           |                        |                  |
| Classement général |                       |           |                        |                  |
| Coureur | Coureur               | Pays      | Équipe                 | Temps            |
| 1er | Richard Carapaz       | Équateur  | Ineos Grenadiers       | 16 h 42 min 50 s |
| 2e | Jakob Fuglsang        | Danemark  | Astana-Premier Tech    | + 26 s           |
| 3e | Maximilian Schachmann | Allemagne | Bora-Hansgrohe         | + 38 s           |
| 4e | Julian Alaphilippe    | France    | Deceuninck-Quick Step  | + 53 s           |
| 5e | Rigoberto Urán        | Colombie  | EF Education-Nippo     | + 1 min 11 s     |
| 6e | Lucas Hamilton        | Australie | BikeExchange           | + 1 min 31 s     |
| 7e | Michael Woods         | Canada    | Israel Start-Up Nation | + 1 min 32 s     |
| 8e | Sam Oomen             | Pays-Bas  | Jumbo-Visma            | + 2 min 19 s     |
| 9e | Esteban Chaves        | Colombie  | BikeExchange           | + 2 min 22 s     |
| 10e | Domenico Pozzovivo    | Italie    | Qhubeka Assos          | + 3 min 10 s     |

### 6eétape
Dans le col du Saint-Gothard, beaucoup de coureurs tentent de partir en échappé. Julian Alaphilippe à l'avant se relève. David De La Cruz sort dans le col du Lukmanier, il se fait reprendre à six kilomètres de l'arrivée par son équipier Rui Costa, Andreas Krön et Hermann Pernsteiner. Le Portugais fait le sprint en coupant la route, de ce fait Krön est déclaré vainqueur et Costa second.
| \| Classement de l'étape \| Classement de l'étape \| Classement de l'étape \| Classement de l'étape \| Classement de l'étape \| \| Coureur \| Coureur \| Pays \| Équipe \| Temps \| \| --------------------- \| --------------------- \| --------------------- \| --------------------- \| --------------------- \| \| 1er \| Andreas Kron \| Danemark \| Lotto-Soudal \| 3 h 14 min 52 s \| \| 2e \| Rui Costa \| Portugal \| UAE Team Emirates \| + 0 s \| \| 3e \| Hermann Pernsteiner \| Autriche \| Bahrain Victorious \| + 1 s \| \| 4e \| Gonzalo Serrano \| Espagne \| Movistar Team \| + 3 s \| \| 5e \| Pierre Latour \| France \| Total Direct Énergie \| + 3 s \| \| 6e \| Hugo Houle \| Canada \| Astana-Premier Tech \| + 3 s \| \| 7e \| Neilson Powless \| États-Unis \| EF Education-Nippo \| + 3 s \| \| 8e \| Antwan Tolhoek \| Pays-Bas \| Jumbo-Visma \| + 3 s \| \| 9e \| Matteo Fabbro \| Italie \| Bora-Hansgrohe \| + 50 s \| \| 10e \| Andreas Leknessund \| Norvège \| Team DSM \| + 1 min 00 s \| |                     |            |                      |                 |
| |                     |            |                      |                 |
| Source : ProCyclingStats |                     |            |                      |                 |
| Classement de l'étape |                     |            |                      |                 |
| Coureur | Coureur             | Pays       | Équipe               | Temps           |
| 1er | Andreas Kron        | Danemark   | Lotto-Soudal         | 3 h 14 min 52 s |
| 2e | Rui Costa           | Portugal   | UAE Team Emirates    | + 0 s           |
| 3e | Hermann Pernsteiner | Autriche   | Bahrain Victorious   | + 1 s           |
| 4e | Gonzalo Serrano     | Espagne    | Movistar Team        | + 3 s           |
| 5e | Pierre Latour       | France     | Total Direct Énergie | + 3 s           |
| 6e | Hugo Houle          | Canada     | Astana-Premier Tech  | + 3 s           |
| 7e | Neilson Powless     | États-Unis | EF Education-Nippo   | + 3 s           |
| 8e | Antwan Tolhoek      | Pays-Bas   | Jumbo-Visma          | + 3 s           |
| 9e | Matteo Fabbro       | Italie     | Bora-Hansgrohe       | + 50 s          |
| 10e | Andreas Leknessund  | Norvège    | Team DSM             | + 1 min 00 s    |

| \| Classement général \| Classement général \| Classement général \| Classement général \| Classement général \| \| Coureur \| Coureur \| Pays \| Équipe \| Temps \| \| ------------------ \| --------------------- \| ------------------ \| ---------------------- \| ------------------ \| \| 1er \| Richard Carapaz \| Équateur \| Ineos Grenadiers \| 20 h 00 min 31 s \| \| 2e \| Jakob Fuglsang \| Danemark \| Astana-Premier Tech \| + 26 s \| \| 3e \| Maximilian Schachmann \| Allemagne \| Bora-Hansgrohe \| + 38 s \| \| 4e \| Julian Alaphilippe \| France \| Deceuninck-Quick Step \| + 53 s \| \| 5e \| Rigoberto Urán \| Colombie \| EF Education-Nippo \| + 1 min 11 s \| \| 6e \| Michael Woods \| Canada \| Israel Start-Up Nation \| + 1 min 32 s \| \| 7e \| Sam Oomen \| Pays-Bas \| Jumbo-Visma \| + 2 min 19 s \| \| 8e \| Esteban Chaves \| Colombie \| BikeExchange \| + 2 min 22 s \| \| 9e \| Domenico Pozzovivo \| Italie \| Qhubeka Assos \| + 3 min 10 s \| \| 10e \| Rui Costa \| Portugal \| UAE Team Emirates \| + 3 min 37 s \| |                       |           |                        |                  |
| |                       |           |                        |                  |
| Source : ProCyclingStats |                       |           |                        |                  |
| Classement général |                       |           |                        |                  |
| Coureur | Coureur               | Pays      | Équipe                 | Temps            |
| 1er | Richard Carapaz       | Équateur  | Ineos Grenadiers       | 20 h 00 min 31 s |
| 2e | Jakob Fuglsang        | Danemark  | Astana-Premier Tech    | + 26 s           |
| 3e | Maximilian Schachmann | Allemagne | Bora-Hansgrohe         | + 38 s           |
| 4e | Julian Alaphilippe    | France    | Deceuninck-Quick Step  | + 53 s           |
| 5e | Rigoberto Urán        | Colombie  | EF Education-Nippo     | + 1 min 11 s     |
| 6e | Michael Woods         | Canada    | Israel Start-Up Nation | + 1 min 32 s     |
| 7e | Sam Oomen             | Pays-Bas  | Jumbo-Visma            | + 2 min 19 s     |
| 8e | Esteban Chaves        | Colombie  | BikeExchange           | + 2 min 22 s     |
| 9e | Domenico Pozzovivo    | Italie    | Qhubeka Assos          | + 3 min 10 s     |
| 10e | Rui Costa             | Portugal  | UAE Team Emirates      | + 3 min 37 s     |

### 7eétape
Cette étape disputée contre-la-montre voit Rigoberto Urán (EducationFirst) gagner en reprenant 54 secondes au maillot jaune Richard Carapaz et ainsi se rapprocher à 17 secondes de celui-ci au classement général.
| \| Classement de l'étape \| Classement de l'étape \| Classement de l'étape \| Classement de l'étape \| Classement de l'étape \| \| Coureur \| Coureur \| Pays \| Équipe \| Temps \| \| --------------------- \| --------------------- \| --------------------- \| --------------------- \| --------------------- \| \| 1er \| Rigoberto Urán \| Colombie \| EF Education-Nippo \| 36 min 02 s \| \| 2e \| Julian Alaphilippe \| France \| Deceuninck-Quick Step \| + 40 s \| \| 3e \| Gino Mäder \| Suisse \| Bahrain Victorious \| + 54 s \| \| 4e \| Richard Carapaz \| Équateur \| Ineos Grenadiers \| + 54 s \| \| 5e \| Tom Dumoulin \| Pays-Bas \| Jumbo-Visma \| + 56 s \| \| 6e \| Mattia Cattaneo \| Italie \| Deceuninck-Quick Step \| + 58 s \| \| 7e \| Domenico Pozzovivo \| Italie \| Qhubeka Assos \| + 1 min 00 s \| \| 8e \| Rui Costa \| Portugal \| UAE Team Emirates \| + 1 min 00 s \| \| 9e \| Søren Kragh Andersen \| Danemark \| Team DSM \| + 1 min 04 s \| \| 10e \| Stefan Küng \| Suisse \| Groupama-FDJ \| + 1 min 05 s \| |                      |          |                       |              |
| |                      |          |                       |              |
| Source : ProCyclingStats |                      |          |                       |              |
| Classement de l'étape |                      |          |                       |              |
| Coureur | Coureur              | Pays     | Équipe                | Temps        |
| 1er | Rigoberto Urán       | Colombie | EF Education-Nippo    | 36 min 02 s  |
| 2e | Julian Alaphilippe   | France   | Deceuninck-Quick Step | + 40 s       |
| 3e | Gino Mäder           | Suisse   | Bahrain Victorious    | + 54 s       |
| 4e | Richard Carapaz      | Équateur | Ineos Grenadiers      | + 54 s       |
| 5e | Tom Dumoulin         | Pays-Bas | Jumbo-Visma           | + 56 s       |
| 6e | Mattia Cattaneo      | Italie   | Deceuninck-Quick Step | + 58 s       |
| 7e | Domenico Pozzovivo   | Italie   | Qhubeka Assos         | + 1 min 00 s |
| 8e | Rui Costa            | Portugal | UAE Team Emirates     | + 1 min 00 s |
| 9e | Søren Kragh Andersen | Danemark | Team DSM              | + 1 min 04 s |
| 10e | Stefan Küng          | Suisse   | Groupama-FDJ          | + 1 min 05 s |

| \| Classement général \| Classement général \| Classement général \| Classement général \| Classement général \| \| Coureur \| Coureur \| Pays \| Équipe \| Temps \| \| ------------------ \| --------------------- \| ------------------ \| ---------------------- \| ------------------ \| \| 1er \| Richard Carapaz \| Équateur \| Ineos Grenadiers \| 20 h 37 min 27 s \| \| 2e \| Rigoberto Urán \| Colombie \| EF Education-Nippo \| + 17 s \| \| 3e \| Julian Alaphilippe \| France \| Deceuninck-Quick Step \| + 39 s \| \| 4e \| Maximilian Schachmann \| Allemagne \| Bora-Hansgrohe \| + 1 min 07 s \| \| 5e \| Jakob Fuglsang \| Danemark \| Astana-Premier Tech \| + 1 min 15 s \| \| 6e \| Michael Woods \| Canada \| Israel Start-Up Nation \| + 3 min 10 s \| \| 7e \| Domenico Pozzovivo \| Italie \| Qhubeka Assos \| + 3 min 16 s \| \| 8e \| Sam Oomen \| Pays-Bas \| Jumbo-Visma \| + 3 min 39 s \| \| 9e \| Rui Costa \| Portugal \| UAE Team Emirates \| + 3 min 43 s \| \| 10e \| Esteban Chaves \| Colombie \| BikeExchange \| + 4 min 29 s \| |                       |           |                        |                  |
| |                       |           |                        |                  |
| Source : ProCyclingStats |                       |           |                        |                  |
| Classement général |                       |           |                        |                  |
| Coureur | Coureur               | Pays      | Équipe                 | Temps            |
| 1er | Richard Carapaz       | Équateur  | Ineos Grenadiers       | 20 h 37 min 27 s |
| 2e | Rigoberto Urán        | Colombie  | EF Education-Nippo     | + 17 s           |
| 3e | Julian Alaphilippe    | France    | Deceuninck-Quick Step  | + 39 s           |
| 4e | Maximilian Schachmann | Allemagne | Bora-Hansgrohe         | + 1 min 07 s     |
| 5e | Jakob Fuglsang        | Danemark  | Astana-Premier Tech    | + 1 min 15 s     |
| 6e | Michael Woods         | Canada    | Israel Start-Up Nation | + 3 min 10 s     |
| 7e | Domenico Pozzovivo    | Italie    | Qhubeka Assos          | + 3 min 16 s     |
| 8e | Sam Oomen             | Pays-Bas  | Jumbo-Visma            | + 3 min 39 s     |
| 9e | Rui Costa             | Portugal  | UAE Team Emirates      | + 3 min 43 s     |
| 10e | Esteban Chaves        | Colombie  | BikeExchange           | + 4 min 29 s     |

### 8eétape
Le Français champion du monde Julian Alaphilippe (Deceuninck Quick Step), troisième du classement général, n'est pas au départ pour cause de paternité imminente. La course s’est jouée dans la dernière ascension du jour, le col du Saint-Gothard, dont le sommet se situe à 14,8 kilomètres de l’arrivée. Une première attaque est menée par Rigoberto Uran (EducationFirst), deuxième du classement général pour essayer de lâcher le maillot jaune Richard Carapaz mais l'Équatorien et Michael Woods (Israel Start-Up) réussissent à le suivre. Ensuite Woods contre et s’isole en tête. Un peu plus loin, Uran tente une nouvelle fois de lâcher Carapaz mais en vain et c'est le Suisse Gino Mäder (Bahrain) qui réussit à placer un contre et à revenir sur Woods. Les deux coureurs arrivent ensemble à l'arrivée à Andermatt où Mäder franchit la ligne d'arrivée en vainqueur. Carapaz et Uran se neutralisent et arrivent dans le même groupe. Carapaz conserve son maillot jaune.
| \| Classement de l'étape \| Classement de l'étape \| Classement de l'étape \| Classement de l'étape \| Classement de l'étape \| \| Coureur \| Coureur \| Pays \| Équipe \| Temps \| \| --------------------- \| --------------------- \| --------------------- \| ---------------------- \| --------------------- \| \| 1er \| Gino Mäder \| Suisse \| Bahrain Victorious \| 4 h 06 min 25 s \| \| 2e \| Michael Woods \| Canada \| Israel Start-Up Nation \| + 0 s \| \| 3e \| Mattia Cattaneo \| Italie \| Deceuninck-Quick Step \| + 9 s \| \| 4e \| Eddie Dunbar \| Irlande \| Ineos Grenadiers \| + 9 s \| \| 5e \| Richard Carapaz \| Équateur \| Ineos Grenadiers \| + 9 s \| \| 6e \| Rui Costa \| Portugal \| UAE Team Emirates \| + 9 s \| \| 7e \| Rigoberto Urán \| Colombie \| EF Education-Nippo \| + 9 s \| \| 8e \| Domenico Pozzovivo \| Italie \| Qhubeka Assos \| + 9 s \| \| 9e \| Jakob Fuglsang \| Danemark \| Astana-Premier Tech \| + 9 s \| \| 10e \| Maximilian Schachmann \| Allemagne \| Bora-Hansgrohe \| + 21 s \| |                       |           |                        |                 |
| |                       |           |                        |                 |
| Source : ProCyclingStats |                       |           |                        |                 |
| Classement de l'étape |                       |           |                        |                 |
| Coureur | Coureur               | Pays      | Équipe                 | Temps           |
| 1er | Gino Mäder            | Suisse    | Bahrain Victorious     | 4 h 06 min 25 s |
| 2e | Michael Woods         | Canada    | Israel Start-Up Nation | + 0 s           |
| 3e | Mattia Cattaneo       | Italie    | Deceuninck-Quick Step  | + 9 s           |
| 4e | Eddie Dunbar          | Irlande   | Ineos Grenadiers       | + 9 s           |
| 5e | Richard Carapaz       | Équateur  | Ineos Grenadiers       | + 9 s           |
| 6e | Rui Costa             | Portugal  | UAE Team Emirates      | + 9 s           |
| 7e | Rigoberto Urán        | Colombie  | EF Education-Nippo     | + 9 s           |
| 8e | Domenico Pozzovivo    | Italie    | Qhubeka Assos          | + 9 s           |
| 9e | Jakob Fuglsang        | Danemark  | Astana-Premier Tech    | + 9 s           |
| 10e | Maximilian Schachmann | Allemagne | Bora-Hansgrohe         | + 21 s          |

## Classements finals

### Classement général final
| \| Classement général \| Classement général \| Classement général \| Classement général \| Classement général \| \| Coureur \| Coureur \| Pays \| Équipe \| Temps \| \| ------------------ \| --------------------- \| ------------------ \| ---------------------- \| ------------------ \| \| 1er \| Richard Carapaz \| Équateur \| Ineos Grenadiers \| 24 h 44 min 01 s \| \| 2e \| Rigoberto Urán \| Colombie \| EF Education-Nippo \| + 17 s \| \| 3e \| Jakob Fuglsang \| Danemark \| Astana-Premier Tech \| + 1 min 15 s \| \| 4e \| Maximilian Schachmann \| Allemagne \| Bora-Hansgrohe \| + 1 min 19 s \| \| 5e \| Michael Woods \| Canada \| Israel Start-Up Nation \| + 2 min 55 s \| \| 6e \| Domenico Pozzovivo \| Italie \| Qhubeka Assos \| + 3 min 16 s \| \| 7e \| Rui Costa \| Portugal \| UAE Team Emirates \| + 3 min 43 s \| \| 8e \| Sam Oomen \| Pays-Bas \| Jumbo-Visma \| + 4 min 16 s \| \| 9e \| Mattia Cattaneo \| Italie \| Deceuninck-Quick Step \| + 4 min 39 s \| \| 10e \| Esteban Chaves \| Colombie \| BikeExchange \| + 5 min 33 s \| |                       |           |                        |                  |
| |                       |           |                        |                  |
| Source : ProCyclingStats |                       |           |                        |                  |
| Classement général |                       |           |                        |                  |
| Coureur | Coureur               | Pays      | Équipe                 | Temps            |
| 1er | Richard Carapaz       | Équateur  | Ineos Grenadiers       | 24 h 44 min 01 s |
| 2e | Rigoberto Urán        | Colombie  | EF Education-Nippo     | + 17 s           |
| 3e | Jakob Fuglsang        | Danemark  | Astana-Premier Tech    | + 1 min 15 s     |
| 4e | Maximilian Schachmann | Allemagne | Bora-Hansgrohe         | + 1 min 19 s     |
| 5e | Michael Woods         | Canada    | Israel Start-Up Nation | + 2 min 55 s     |
| 6e | Domenico Pozzovivo    | Italie    | Qhubeka Assos          | + 3 min 16 s     |
| 7e | Rui Costa             | Portugal  | UAE Team Emirates      | + 3 min 43 s     |
| 8e | Sam Oomen             | Pays-Bas  | Jumbo-Visma            | + 4 min 16 s     |
| 9e | Mattia Cattaneo       | Italie    | Deceuninck-Quick Step  | + 4 min 39 s     |
| 10e | Esteban Chaves        | Colombie  | BikeExchange           | + 5 min 33 s     |

### Classements annexes
| Classement par points | Classement par points | Classement par points | Classement par points  | Classement par points |
| Coureur               | Coureur               | Pays                  | Équipe                 | Points                |
| --------------------- | --------------------- | --------------------- | ---------------------- | --------------------- |
| 1er                   | Stefan Bissegger      | Suisse                | EF Education-Nippo     | 21 pts                |
| 2e                    | Mattia Cattaneo       | Italie                | Deceuninck-Quick Step  | 20 pts                |
| 3e                    | Richard Carapaz       | Équateur              | Ineos Grenadiers       | 18 pts                |
| 4e                    | Gino Mäder            | Suisse                | Bahrain Victorious     | 18 pts                |
| 5e                    | Stefan Küng           | Suisse                | Groupama-FDJ           | 16 pts                |
| 6e                    | Claudio Imhof         | Suisse                |                        | 16 pts                |
| 7e                    | Michael Woods         | Canada                | Israel Start-Up Nation | 15 pts                |
| 8e                    | Rigoberto Urán        | Colombie              | EF Education-Nippo     | 14 pts                |
| 9e                    | Andreas Kron          | Danemark              | Lotto-Soudal           | 14 pts                |
| 10e                   | Joey Rosskopf         | États-Unis            | Rally Cycling          | 12 pts                |

| Classement par points | Classement par points | Classement par points | Classement par points  | Classement par points |
| Coureur               | Coureur               | Pays                  | Équipe                 | Points                |
| --------------------- | --------------------- | --------------------- | ---------------------- | --------------------- |
| 1er                   | Stefan Bissegger      | Suisse                | EF Education-Nippo     | 21 pts                |
| 2e                    | Mattia Cattaneo       | Italie                | Deceuninck-Quick Step  | 20 pts                |
| 3e                    | Richard Carapaz       | Équateur              | Ineos Grenadiers       | 18 pts                |
| 4e                    | Gino Mäder            | Suisse                | Bahrain Victorious     | 18 pts                |
| 5e                    | Stefan Küng           | Suisse                | Groupama-FDJ           | 16 pts                |
| 6e                    | Claudio Imhof         | Suisse                |                        | 16 pts                |
| 7e                    | Michael Woods         | Canada                | Israel Start-Up Nation | 15 pts                |
| 8e                    | Rigoberto Urán        | Colombie              | EF Education-Nippo     | 14 pts                |
| 9e                    | Andreas Kron          | Danemark              | Lotto-Soudal           | 14 pts                |
| 10e                   | Joey Rosskopf         | États-Unis            | Rally Cycling          | 12 pts                |

| Classement de la montagne | Classement de la montagne | Classement de la montagne | Classement de la montagne | Classement de la montagne |
| Coureur                   | Coureur                   | Pays                      | Équipe                    | Points                    |
| ------------------------- | ------------------------- | ------------------------- | ------------------------- | ------------------------- |
| 1er                       | Michael Woods             | Canada                    | Israel Start-Up Nation    | 29 pts                    |
| 2e                        | David de la Cruz          | Espagne                   | UAE Team Emirates         | 29 pts                    |
| 3e                        | Sergio Samitier           | Espagne                   | Movistar Team             | 29 pts                    |
| 4e                        | Antonio Nibali            | Italie                    | Trek-Segafredo            | 28 pts                    |
| 5e                        | Wout Poels                | Pays-Bas                  | Bahrain Victorious        | 24 pts                    |
| 6e                        | Gino Mäder                | Suisse                    | Bahrain Victorious        | 19 pts                    |
| 7e                        | Rigoberto Urán            | Colombie                  | EF Education-Nippo        | 16 pts                    |
| 8e                        | Mattia Cattaneo           | Italie                    | Deceuninck-Quick Step     | 16 pts                    |
| 9e                        | Gavin Mannion             | États-Unis                | Rally Cycling             | 14 pts                    |
| 10e                       | Jakob Fuglsang            | Danemark                  | Astana-Premier Tech       | 14 pts                    |

| Classement de la montagne | Classement de la montagne | Classement de la montagne | Classement de la montagne | Classement de la montagne |
| Coureur                   | Coureur                   | Pays                      | Équipe                    | Points                    |
| ------------------------- | ------------------------- | ------------------------- | ------------------------- | ------------------------- |
| 1er                       | Michael Woods             | Canada                    | Israel Start-Up Nation    | 29 pts                    |
| 2e                        | David de la Cruz          | Espagne                   | UAE Team Emirates         | 29 pts                    |
| 3e                        | Sergio Samitier           | Espagne                   | Movistar Team             | 29 pts                    |
| 4e                        | Antonio Nibali            | Italie                    | Trek-Segafredo            | 28 pts                    |
| 5e                        | Wout Poels                | Pays-Bas                  | Bahrain Victorious        | 24 pts                    |
| 6e                        | Gino Mäder                | Suisse                    | Bahrain Victorious        | 19 pts                    |
| 7e                        | Rigoberto Urán            | Colombie                  | EF Education-Nippo        | 16 pts                    |
| 8e                        | Mattia Cattaneo           | Italie                    | Deceuninck-Quick Step     | 16 pts                    |
| 9e                        | Gavin Mannion             | États-Unis                | Rally Cycling             | 14 pts                    |
| 10e                       | Jakob Fuglsang            | Danemark                  | Astana-Premier Tech       | 14 pts                    |

| Classement du meilleur jeune | Classement du meilleur jeune | Classement du meilleur jeune | Classement du meilleur jeune | Classement du meilleur jeune |
| Coureur                      | Coureur                      | Pays                         | Équipe                       | Temps                        |
| ---------------------------- | ---------------------------- | ---------------------------- | ---------------------------- | ---------------------------- |
| 1er                          | Eddie Dunbar                 | Irlande                      | Ineos Grenadiers             | 24 h 50 min 16 s             |
| 2e                           | Neilson Powless              | États-Unis                   | EF Education-Nippo           | + 1 min 39 s                 |
| 3e                           | Andreas Kron                 | Danemark                     | Lotto-Soudal                 | + 7 min 26 s                 |
| 4e                           | Andreas Leknessund           | Norvège                      | Team DSM                     | + 11 min 12 s                |
| 5e                           | Stefan de Bod                | Afrique du Sud               | Astana-Premier Tech          | + 12 min 03 s                |
| 6e                           | Gino Mäder                   | Suisse                       | Bahrain Victorious           | + 15 min 06 s                |
| 7e                           | Gijs Leemreize               | Pays-Bas                     | Jumbo-Visma                  | + 15 min 20 s                |
| 8e                           | Marc Hirschi                 | Suisse                       | UAE Team Emirates            | + 22 min 47 s                |
| 9e                           | Cristian Muñoz               | Colombie                     | UAE Team Emirates            | + 23 min 46 s                |
| 10e                          | Stephen Williams             | Royaume-Uni                  | Bahrain Victorious           | + 28 min 52 s                |

| Classement du meilleur jeune | Classement du meilleur jeune | Classement du meilleur jeune | Classement du meilleur jeune | Classement du meilleur jeune |
| Coureur                      | Coureur                      | Pays                         | Équipe                       | Temps                        |
| ---------------------------- | ---------------------------- | ---------------------------- | ---------------------------- | ---------------------------- |
| 1er                          | Eddie Dunbar                 | Irlande                      | Ineos Grenadiers             | 24 h 50 min 16 s             |
| 2e                           | Neilson Powless              | États-Unis                   | EF Education-Nippo           | + 1 min 39 s                 |
| 3e                           | Andreas Kron                 | Danemark                     | Lotto-Soudal                 | + 7 min 26 s                 |
| 4e                           | Andreas Leknessund           | Norvège                      | Team DSM                     | + 11 min 12 s                |
| 5e                           | Stefan de Bod                | Afrique du Sud               | Astana-Premier Tech          | + 12 min 03 s                |
| 6e                           | Gino Mäder                   | Suisse                       | Bahrain Victorious           | + 15 min 06 s                |
| 7e                           | Gijs Leemreize               | Pays-Bas                     | Jumbo-Visma                  | + 15 min 20 s                |
| 8e                           | Marc Hirschi                 | Suisse                       | UAE Team Emirates            | + 22 min 47 s                |
| 9e                           | Cristian Muñoz               | Colombie                     | UAE Team Emirates            | + 23 min 46 s                |
| 10e                          | Stephen Williams             | Royaume-Uni                  | Bahrain Victorious           | + 28 min 52 s                |

| Classement par équipes | Classement par équipes | Classement par équipes | Classement par équipes |
| Équipe                 | Équipe                 | Pays                   | Temps                  |
| ---------------------- | ---------------------- | ---------------------- | ---------------------- |
| 1re                    | Jumbo-Visma            | Pays-Bas               | 62 h 00 min 10 s       |
| 2e                     | Bahrain Victorious     | Bahreïn                | + 1 min 07 s           |
| 3e                     | Astana-Premier Tech    | Kazakhstan             | + 1 min 51 s           |
| 4e                     | Ineos Grenadiers       | Royaume-Uni            | + 3 min 16 s           |
| 5e                     | EF Education-Nippo     | États-Unis             | + 11 min 31 s          |
| 6e                     | Deceuninck-Quick Step  | Belgique               | + 14 min 45 s          |
| 7e                     | UAE Team Emirates      | Émirats arabes unis    | + 15 min 05 s          |
| 8e                     | Team DSM               | Allemagne              | + 18 min 03 s          |
| 9e                     | Total Direct Énergie   | France                 | + 18 min 05 s          |
| 10e                    | Movistar Team          | Espagne                | + 18 min 47 s          |

| Classement par équipes | Classement par équipes | Classement par équipes | Classement par équipes |
| Équipe                 | Équipe                 | Pays                   | Temps                  |
| ---------------------- | ---------------------- | ---------------------- | ---------------------- |
| 1re                    | Jumbo-Visma            | Pays-Bas               | 62 h 00 min 10 s       |
| 2e                     | Bahrain Victorious     | Bahreïn                | + 1 min 07 s           |
| 3e                     | Astana-Premier Tech    | Kazakhstan             | + 1 min 51 s           |
| 4e                     | Ineos Grenadiers       | Royaume-Uni            | + 3 min 16 s           |
| 5e                     | EF Education-Nippo     | États-Unis             | + 11 min 31 s          |
| 6e                     | Deceuninck-Quick Step  | Belgique               | + 14 min 45 s          |
| 7e                     | UAE Team Emirates      | Émirats arabes unis    | + 15 min 05 s          |
| 8e                     | Team DSM               | Allemagne              | + 18 min 03 s          |
| 9e                     | Total Direct Énergie   | France                 | + 18 min 05 s          |
| 10e                    | Movistar Team          | Espagne                | + 18 min 47 s          |

## Classements UCI
La course attribue des points au Classement mondial UCI 2021 selon le barème suivant :
| Position           | 1er | 2e  | 3e  | 4e  | 5e  | 6e  | 7e  | 8e  | 9e  | 10e | 11e | 12e | 13e | 14e | 15e | 16e à 20e | 21e à 30e | 31e à 50e | 51e à 55e | 56e à 60e |
| Classement général | 500 | 400 | 325 | 275 | 225 | 175 | 150 | 125 | 100 | 80  | 70  | 60  | 50  | 40  | 35  | 30        | 20        | 10        | 5         | 3         |
| Par étapes         | 60  | 25  | 10  |     |     |     |     |     |     |     |     |     |     |     |     |           |           |           |           |           |
| Leader             | 10  |     |     |     |     |     |     |     |     |     |     |     |     |     |     |           |           |           |           |           |

## Évolution des classements
| Étape              | Vainqueur            | Classement général   | Classement par points | Classement de la montagne | Classement du meilleur jeune | Classement par équipes |
| ------------------ | -------------------- | -------------------- | --------------------- | ------------------------- | ---------------------------- | ---------------------- |
| 1                  | Stefan Küng          | Stefan Küng          | Stefan Küng           | non décerné               | Stefan Bissegger             | EF Education-Nippo     |
| 2                  | Mathieu van der Poel | Stefan Küng          | Stefan Küng           | Tom Bohli                 | Neilson Powless              | Deceuninck-Quick Step  |
| 3                  | Mathieu van der Poel | Mathieu van der Poel | Mathieu van der Poel  | Nickolas Zukowsky         | Neilson Powless              | Deceuninck-Quick Step  |
| 4                  | Stefan Bissegger     | Mathieu van der Poel | Mathieu van der Poel  | Nickolas Zukowsky         | Neilson Powless              | EF Education-Nippo     |
| 5                  | Richard Carapaz      | Richard Carapaz      | Mathieu van der Poel  | Esteban Chaves            | Lucas Hamilton               | Deceuninck-Quick Step  |
| 6                  | Andreas Kron         | Richard Carapaz      | Stefan Bissegger      | Antonio Nibali            | Andreas Leknessund           | Deceuninck-Quick Step  |
| 7                  | Rigoberto Urán       | Richard Carapaz      | Stefan Bissegger      | Antonio Nibali            | Andreas Leknessund           | Deceuninck-Quick Step  |
| 8                  | Gino Mäder           | Richard Carapaz      | Stefan Bissegger      | Michael Woods             | Eddie Dunbar                 | Jumbo-Visma            |
| Classements finals | Classements finals   | Richard Carapaz      | Stefan Bissegger      | Michael Woods             | Eddie Dunbar                 | Jumbo-Visma            |

## Liste des participants
| Ineos Grenadiers IGD | Ineos Grenadiers IGD  | Ineos Grenadiers IGD |
| -------------------- | --------------------- | -------------------- |
| Num                  | Coureur               | Pos                  |
| 1                    | Richard Carapaz (ECU) | 1er                  |
| 2                    | Rohan Dennis (AUS)    | 37e                  |
| 3                    | Michał Gołaś (POL)    | 106e                 |
| 4                    | Sebastián Henao (COL) | 51e                  |
| 5                    | Pavel Sivakov (RUS)   | 46e                  |
| 6                    | Eddie Dunbar (IRL)    | 12e                  |
| 7                    | Luke Rowe (GBR)       | 107e                 |

| Deceuninck-Quick Step DQT | Deceuninck-Quick Step DQT        | Deceuninck-Quick Step DQT |
| ------------------------- | -------------------------------- | ------------------------- |
| Num                       | Coureur                          | Pos                       |
| 11                        | Julian Alaphilippe (FRA) (route) | NP-8                      |
| 12                        | Mattia Cattaneo (ITA)            | 9e                        |
| 13                        | Tim Declercq (BEL)               | 76e                       |
| 14                        | Dries Devenyns (BEL)             | 47e                       |
| 15                        | Álvaro Hodeg (COL)               | AB-6                      |
| 16                        | Jannik Steimle (GER)             | 85e                       |
| 17                        | Mauri Vansevenant (BEL)          | 64e                       |

| Jumbo-Visma TJV | Jumbo-Visma TJV            | Jumbo-Visma TJV |
| --------------- | -------------------------- | --------------- |
| Num             | Coureur                    | Pos             |
| 21              | Tom Dumoulin (NED)         | 41e             |
| 22              | Gijs Leemreize (NED)       | 28e             |
| 23              | Sam Oomen (NED)            | 8e              |
| 24              | Christoph Pfingsten (GER)  | 75e             |
| 25              | Mike Teunissen (NED)       | 35e             |
| 26              | Antwan Tolhoek (NED)       | 25e             |
| 27              | Nathan Van Hooydonck (BEL) | 80e             |

| UAE Team Emirates UAD | UAE Team Emirates UAD   | UAE Team Emirates UAD |
| --------------------- | ----------------------- | --------------------- |
| Num                   | Coureur                 | Pos                   |
| 31                    | Marc Hirschi (SUI)      | 36e                   |
| 32                    | Ryan Gibbons (RSA)      | 29e                   |
| 33                    | Rui Costa (POR) (route) | 7e                    |
| 34                    | Sebastián Molano (COL)  | NP-5                  |
| 35                    | David de la Cruz (ESP)  | 66e                   |
| 36                    | Cristian Muñoz (COL)    | 38e                   |
| 37                    | Oliviero Troia (ITA)    | 113e                  |

| Alpecin-Fenix AFC | Alpecin-Fenix AFC                  | Alpecin-Fenix AFC |
| ----------------- | ---------------------------------- | ----------------- |
| Num               | Coureur                            | Pos               |
| 41                | Mathieu van der Poel (NED) (route) | NP-6              |
| 42                | Silvan Dillier (SUI)               | 34e               |
| 43                | Xandro Meurisse (BEL)              | 17e               |
| 44                | Floris De Tier (BEL)               | 110e              |
| 45                | Ben Tulett (GBR)                   | NP-7              |
| 46                | Petr Vakoč (CZE)                   | 56e               |
| 47                | Otto Vergaerde (BEL)               | NP-7              |

| Bora-Hansgrohe BOH | Bora-Hansgrohe BOH          | Bora-Hansgrohe BOH |
| ------------------ | --------------------------- | ------------------ |
| Num                | Coureur                     | Pos                |
| 51                 | Maximilian Schachmann (GER) | 4e                 |
| 52                 | Jordi Meeus (BEL)           | 123e               |
| 53                 | Anton Palzer (GER)          | 49e                |
| 54                 | Matteo Fabbro (ITA)         | 22e                |
| 55                 | Marcus Burghardt (GER)      | 53e                |
| 56                 | Matthew Walls (GBR)         | 119e               |
| 57                 | Maciej Bodnar (POL)         | AB-8               |

| Trek-Segafredo TFS | Trek-Segafredo TFS   | Trek-Segafredo TFS |
| ------------------ | -------------------- | ------------------ |
| Num                | Coureur              | Pos                |
| 61                 | Nicola Conci (ITA)   | 73e                |
| 62                 | Niklas Eg (DEN)      | 16e                |
| 63                 | Alexander Kamp (DEN) | 91e                |
| 64                 | Alex Kirsch (LUX)    | 82e                |
| 65                 | Antonio Nibali (ITA) | 86e                |
| 66                 | Edward Theuns (BEL)  | 95e                |
| 67                 | Antonio Tiberi (ITA) | AB-6               |

| Bahrain Victorious TBV | Bahrain Victorious TBV    | Bahrain Victorious TBV |
| ---------------------- | ------------------------- | ---------------------- |
| Num                    | Coureur                   | Pos                    |
| 71                     | Gino Mäder (SUI)          | 27e                    |
| 72                     | Wout Poels (NED)          | 31e                    |
| 73                     | Fred Wright (GBR)         | 57e                    |
| 74                     | Eros Capecchi (ITA)       | 109e                   |
| 75                     | Hermann Pernsteiner (AUT) | 18e                    |
| 76                     | Domen Novak (SLO)         | 101e                   |
| 77                     | Stephen Williams (GBR)    | 43e                    |

| AG2R Citroën Team ACT | AG2R Citroën Team ACT  | AG2R Citroën Team ACT |
| --------------------- | ---------------------- | --------------------- |
| Num                   | Coureur                | Pos                   |
| 81                    | Mathias Frank (SUI)    | 94e                   |
| 82                    | Bob Jungels (LUX)      | 19e                   |
| 83                    | Nans Peters (FRA)      | 26e                   |
| 84                    | Benoît Cosnefroy (FRA) | 87e                   |
| 85                    | Marc Sarreau (FRA)     | 104e                  |
| 86                    | Michael Schär (SUI)    | 39e                   |
| 87                    | Damien Touzé (FRA)     | 89e                   |

| Movistar Team MOV | Movistar Team MOV         | Movistar Team MOV |
| ----------------- | ------------------------- | ----------------- |
| Num               | Coureur                   | Pos               |
| 91                | Marc Soler (ESP)          | 79e               |
| 92                | Héctor Carretero (ESP)    | 59e               |
| 93                | Iván García Cortina (ESP) | 33e               |
| 94                | Sergio Samitier (ESP)     | 61e               |
| 95                | Johan Jacobs (SUI)        | 96e               |
| 96                | Juan Diego Alba (COL)     | 120e              |
| 97                | Gonzalo Serrano (ESP)     | 13e               |

| Israel Start-Up Nation ISN | Israel Start-Up Nation ISN | Israel Start-Up Nation ISN |
| -------------------------- | -------------------------- | -------------------------- |
| Num                        | Coureur                    | Pos                        |
| 101                        | Guillaume Boivin (CAN)     | 58e                        |
| 102                        | James Piccoli (CAN)        | 63e                        |
| 103                        | Michael Woods (CAN)        | 5e                         |
| 104                        | André Greipel (GER)        | 118e                       |
| 105                        | Hugo Hofstetter (FRA)      | 93e                        |
| 106                        | Rick Zabel (GER)           | 116e                       |
| 107                        | Sep Vanmarcke (BEL)        | AB-8                       |

| BikeExchange BEX | BikeExchange BEX            | BikeExchange BEX |
| ---------------- | --------------------------- | ---------------- |
| Num              | Coureur                     | Pos              |
| 111              | Michael Matthews (AUS)      | 32e              |
| 112              | Esteban Chaves (COL)        | 10e              |
| 113              | Luke Durbridge (AUS)        | NP-6             |
| 114              | Lucas Hamilton (AUS)        | NP-6             |
| 115              | Amund Grøndahl Jansen (NOR) | NP-6             |
| 116              | Jack Bauer (NZL)            | NP-6             |
| 117              | Dion Smith (NZL)            | 83e              |

| Astana-Premier Tech APT | Astana-Premier Tech APT     | Astana-Premier Tech APT |
| ----------------------- | --------------------------- | ----------------------- |
| Num                     | Coureur                     | Pos                     |
| 121                     | Jakob Fuglsang (DEN)        | 3e                      |
| 122                     | Stefan de Bod (RSA)         | 24e                     |
| 123                     | Manuele Boaro (ITA)         | NP-8                    |
| 124                     | Yevgeniy Gidich (KAZ)       | AB-8                    |
| 125                     | Hugo Houle (CAN)            | 30e                     |
| 126                     | Omar Fraile (ESP)           | AB-8                    |
| 127                     | Jonas Gregaard Wilsly (DEN) | 45e                     |

| Groupama-FDJ GFC | Groupama-FDJ GFC                    | Groupama-FDJ GFC |
| ---------------- | ----------------------------------- | ---------------- |
| Num              | Coureur                             | Pos              |
| 131              | Stefan Küng (SUI) (route et chrono) | 40e              |
| 132              | Matteo Badilatti (SUI)              | 44e              |
| 133              | Alexys Brunel (FRA)                 | NP-4             |
| 134              | Fabian Lienhard (SUI)               | AB-8             |
| 135              | Tobias Ludvigsson (SWE)             | AB-8             |
| 136              | Jake Stewart (GBR)                  | 97e              |
| 137              | Benjamin Thomas (FRA)               | AB-8             |

| Cofidis COF | Cofidis COF              | Cofidis COF |
| ----------- | ------------------------ | ----------- |
| Num         | Coureur                  | Pos         |
| 141         | Christophe Laporte (FRA) | NP-7        |
| 142         | Tom Bohli (SUI)          | 117e        |
| 143         | Jempy Drucker (LUX)      | 100e        |
| 144         | Rubén Fernández (ESP)    | 54e         |
| 145         | Rémy Rochas (FRA)        | 70e         |
| 146         | Szymon Sajnok (POL)      | 121e        |
| 147         | Jelle Wallays (BEL)      | 105e        |

| Qhubeka Assos TQA | Qhubeka Assos TQA                 | Qhubeka Assos TQA |
| ----------------- | --------------------------------- | ----------------- |
| Num               | Coureur                           | Pos               |
| 151               | Domenico Pozzovivo (ITA)          | 6e                |
| 152               | Simon Clarke (AUS)                | 74e               |
| 153               | Nicholas Dlamini (RSA)            | AB-8              |
| 154               | Kilian Frankiny (SUI)             | 60e               |
| 155               | Connor Brown (NZL)                | 124e              |
| 156               | Reinardt Janse van Rensburg (RSA) | AB-8              |
| 157               | Andreas Stokbro (DEN)             | 99e               |

| Lotto-Soudal LTS | Lotto-Soudal LTS         | Lotto-Soudal LTS |
| ---------------- | ------------------------ | ---------------- |
| Num              | Coureur                  | Pos              |
| 161              | John Degenkolb (GER)     | 103e             |
| 162              | Filippo Conca (ITA)      | NP-7             |
| 163              | Andreas Kron (DEN)       | 20e              |
| 164              | Florian Vermeersch (BEL) | 88e              |
| 165              | Maxim Van Gils (BEL)     | 50e              |
| 166              | Viktor Verschaeve (BEL)  | AB-8             |
| 167              | Kobe Goossens (BEL)      | 81e              |

| Total Direct Énergie TDE | Total Direct Énergie TDE   | Total Direct Énergie TDE |
| ------------------------ | -------------------------- | ------------------------ |
| Num                      | Coureur                    | Pos                      |
| 171                      | Pierre Latour (FRA)        | 11e                      |
| 172                      | Fabien Doubey (FRA)        | 72e                      |
| 173                      | Edvald Boasson Hagen (NOR) | NP-1                     |
| 174                      | Víctor de la Parte (ESP)   | 21e                      |
| 175                      | Julien Simon (FRA)         | 62e                      |
| 176                      | Anthony Turgis (FRA)       | 84e                      |
| 177                      | Alexis Vuillermoz (FRA)    | AB-7                     |

| Team DSM DSM | Team DSM DSM                      | Team DSM DSM |
| ------------ | --------------------------------- | ------------ |
| Num          | Coureur                           | Pos          |
| 181          | Tiesj Benoot (BEL)                | 15e          |
| 182          | Thymen Arensman (NED)             | 55e          |
| 183          | Romain Combaud (FRA)              | 68e          |
| 184          | Mark Donovan (GBR)                | 48e          |
| 185          | Søren Kragh Andersen (DEN)        | 69e          |
| 186          | Andreas Leknessund (NOR) (chrono) | 23e          |
| 187          | Jasha Sütterlin (GER)             | 65e          |

| EF Education-Nippo EFN | EF Education-Nippo EFN    | EF Education-Nippo EFN |
| ---------------------- | ------------------------- | ---------------------- |
| Num                    | Coureur                   | Pos                    |
| 191                    | Rigoberto Urán (COL)      | 2e                     |
| 192                    | Stefan Bissegger (SUI)    | 90e                    |
| 193                    | Neilson Powless (USA)     | 14e                    |
| 194                    | Alex Howes (USA)          | 92e                    |
| 195                    | Sebastian Langeveld (NED) | AB-6                   |
| 196                    | Jonas Rutsch (GER)        | 108e                   |
| 197                    | Thomas Scully (NZL)       | 115e                   |

| Intermarché-Wanty-Gobert Matériaux IWG | Intermarché-Wanty-Gobert Matériaux IWG | Intermarché-Wanty-Gobert Matériaux IWG |
| -------------------------------------- | -------------------------------------- | -------------------------------------- |
| Num                                    | Coureur                                | Pos                                    |
| 201                                    | Jan Hirt (CZE)                         | NP-4                                   |
| 202                                    | Maurits Lammertink (NED)               | NP-4                                   |
| 203                                    | Simone Petilli (ITA)                   | NP-4                                   |
| 204                                    | Baptiste Planckaert (BEL)              | NP-4                                   |
| 205                                    | Lorenzo Rota (ITA)                     | NP-4                                   |
| 206                                    | Pieter Vanspeybrouck (BEL)             | NP-4                                   |
| 207                                    | Georg Zimmermann (GER)                 | NP-4                                   |

| Rally Cycling RLY | Rally Cycling RLY       | Rally Cycling RLY |
| ----------------- | ----------------------- | ----------------- |
| Num               | Coureur                 | Pos               |
| 211               | Benjamin King (USA)     | 77e               |
| 212               | Nickolas Zukowsky (CAN) | 98e               |
| 213               | Rob Britton (CAN)       | 78e               |
| 214               | Gavin Mannion (USA)     | 52e               |
| 215               | Kyle Murphy (USA)       | AB-8              |
| 216               | Joey Rosskopf (USA)     | 67e               |
| 217               | Matteo Dal-Cin (CAN)    | 122e              |

| Suisse SUI | Suisse SUI      | Suisse SUI |
| ---------- | --------------- | ---------- |
| Num        | Coureur         | Pos        |
| 221        | Simon Pellaud   | NP-6       |
| 222        | Kevin Kuhn      | 112e       |
| 223        | Claudio Imhof   | 114e       |
| 224        | Lukas Rüegg     | 102e       |
| 225        | Cyrille Thièry  | 111e       |
| 226        | Joël Suter      | 71e        |
| 227        | Roland Thalmann | 42e        |

| Ineos Grenadiers IGD | Ineos Grenadiers IGD  | Ineos Grenadiers IGD |
| -------------------- | --------------------- | -------------------- |
| Num                  | Coureur               | Pos                  |
| 1                    | Richard Carapaz (ECU) | 1er                  |
| 2                    | Rohan Dennis (AUS)    | 37e                  |
| 3                    | Michał Gołaś (POL)    | 106e                 |
| 4                    | Sebastián Henao (COL) | 51e                  |
| 5                    | Pavel Sivakov (RUS)   | 46e                  |
| 6                    | Eddie Dunbar (IRL)    | 12e                  |
| 7                    | Luke Rowe (GBR)       | 107e                 |

| Deceuninck-Quick Step DQT | Deceuninck-Quick Step DQT        | Deceuninck-Quick Step DQT |
| ------------------------- | -------------------------------- | ------------------------- |
| Num                       | Coureur                          | Pos                       |
| 11                        | Julian Alaphilippe (FRA) (route) | NP-8                      |
| 12                        | Mattia Cattaneo (ITA)            | 9e                        |
| 13                        | Tim Declercq (BEL)               | 76e                       |
| 14                        | Dries Devenyns (BEL)             | 47e                       |
| 15                        | Álvaro Hodeg (COL)               | AB-6                      |
| 16                        | Jannik Steimle (GER)             | 85e                       |
| 17                        | Mauri Vansevenant (BEL)          | 64e                       |

| Jumbo-Visma TJV | Jumbo-Visma TJV            | Jumbo-Visma TJV |
| --------------- | -------------------------- | --------------- |
| Num             | Coureur                    | Pos             |
| 21              | Tom Dumoulin (NED)         | 41e             |
| 22              | Gijs Leemreize (NED)       | 28e             |
| 23              | Sam Oomen (NED)            | 8e              |
| 24              | Christoph Pfingsten (GER)  | 75e             |
| 25              | Mike Teunissen (NED)       | 35e             |
| 26              | Antwan Tolhoek (NED)       | 25e             |
| 27              | Nathan Van Hooydonck (BEL) | 80e             |

| UAE Team Emirates UAD | UAE Team Emirates UAD   | UAE Team Emirates UAD |
| --------------------- | ----------------------- | --------------------- |
| Num                   | Coureur                 | Pos                   |
| 31                    | Marc Hirschi (SUI)      | 36e                   |
| 32                    | Ryan Gibbons (RSA)      | 29e                   |
| 33                    | Rui Costa (POR) (route) | 7e                    |
| 34                    | Sebastián Molano (COL)  | NP-5                  |
| 35                    | David de la Cruz (ESP)  | 66e                   |
| 36                    | Cristian Muñoz (COL)    | 38e                   |
| 37                    | Oliviero Troia (ITA)    | 113e                  |

| Alpecin-Fenix AFC | Alpecin-Fenix AFC                  | Alpecin-Fenix AFC |
| ----------------- | ---------------------------------- | ----------------- |
| Num               | Coureur                            | Pos               |
| 41                | Mathieu van der Poel (NED) (route) | NP-6              |
| 42                | Silvan Dillier (SUI)               | 34e               |
| 43                | Xandro Meurisse (BEL)              | 17e               |
| 44                | Floris De Tier (BEL)               | 110e              |
| 45                | Ben Tulett (GBR)                   | NP-7              |
| 46                | Petr Vakoč (CZE)                   | 56e               |
| 47                | Otto Vergaerde (BEL)               | NP-7              |

| Bora-Hansgrohe BOH | Bora-Hansgrohe BOH          | Bora-Hansgrohe BOH |
| ------------------ | --------------------------- | ------------------ |
| Num                | Coureur                     | Pos                |
| 51                 | Maximilian Schachmann (GER) | 4e                 |
| 52                 | Jordi Meeus (BEL)           | 123e               |
| 53                 | Anton Palzer (GER)          | 49e                |
| 54                 | Matteo Fabbro (ITA)         | 22e                |
| 55                 | Marcus Burghardt (GER)      | 53e                |
| 56                 | Matthew Walls (GBR)         | 119e               |
| 57                 | Maciej Bodnar (POL)         | AB-8               |

| Trek-Segafredo TFS | Trek-Segafredo TFS   | Trek-Segafredo TFS |
| ------------------ | -------------------- | ------------------ |
| Num                | Coureur              | Pos                |
| 61                 | Nicola Conci (ITA)   | 73e                |
| 62                 | Niklas Eg (DEN)      | 16e                |
| 63                 | Alexander Kamp (DEN) | 91e                |
| 64                 | Alex Kirsch (LUX)    | 82e                |
| 65                 | Antonio Nibali (ITA) | 86e                |
| 66                 | Edward Theuns (BEL)  | 95e                |
| 67                 | Antonio Tiberi (ITA) | AB-6               |

| Bahrain Victorious TBV | Bahrain Victorious TBV    | Bahrain Victorious TBV |
| ---------------------- | ------------------------- | ---------------------- |
| Num                    | Coureur                   | Pos                    |
| 71                     | Gino Mäder (SUI)          | 27e                    |
| 72                     | Wout Poels (NED)          | 31e                    |
| 73                     | Fred Wright (GBR)         | 57e                    |
| 74                     | Eros Capecchi (ITA)       | 109e                   |
| 75                     | Hermann Pernsteiner (AUT) | 18e                    |
| 76                     | Domen Novak (SLO)         | 101e                   |
| 77                     | Stephen Williams (GBR)    | 43e                    |

| AG2R Citroën Team ACT | AG2R Citroën Team ACT  | AG2R Citroën Team ACT |
| --------------------- | ---------------------- | --------------------- |
| Num                   | Coureur                | Pos                   |
| 81                    | Mathias Frank (SUI)    | 94e                   |
| 82                    | Bob Jungels (LUX)      | 19e                   |
| 83                    | Nans Peters (FRA)      | 26e                   |
| 84                    | Benoît Cosnefroy (FRA) | 87e                   |
| 85                    | Marc Sarreau (FRA)     | 104e                  |
| 86                    | Michael Schär (SUI)    | 39e                   |
| 87                    | Damien Touzé (FRA)     | 89e                   |

| Movistar Team MOV | Movistar Team MOV         | Movistar Team MOV |
| ----------------- | ------------------------- | ----------------- |
| Num               | Coureur                   | Pos               |
| 91                | Marc Soler (ESP)          | 79e               |
| 92                | Héctor Carretero (ESP)    | 59e               |
| 93                | Iván García Cortina (ESP) | 33e               |
| 94                | Sergio Samitier (ESP)     | 61e               |
| 95                | Johan Jacobs (SUI)        | 96e               |
| 96                | Juan Diego Alba (COL)     | 120e              |
| 97                | Gonzalo Serrano (ESP)     | 13e               |

| Israel Start-Up Nation ISN | Israel Start-Up Nation ISN | Israel Start-Up Nation ISN |
| -------------------------- | -------------------------- | -------------------------- |
| Num                        | Coureur                    | Pos                        |
| 101                        | Guillaume Boivin (CAN)     | 58e                        |
| 102                        | James Piccoli (CAN)        | 63e                        |
| 103                        | Michael Woods (CAN)        | 5e                         |
| 104                        | André Greipel (GER)        | 118e                       |
| 105                        | Hugo Hofstetter (FRA)      | 93e                        |
| 106                        | Rick Zabel (GER)           | 116e                       |
| 107                        | Sep Vanmarcke (BEL)        | AB-8                       |

| BikeExchange BEX | BikeExchange BEX            | BikeExchange BEX |
| ---------------- | --------------------------- | ---------------- |
| Num              | Coureur                     | Pos              |
| 111              | Michael Matthews (AUS)      | 32e              |
| 112              | Esteban Chaves (COL)        | 10e              |
| 113              | Luke Durbridge (AUS)        | NP-6             |
| 114              | Lucas Hamilton (AUS)        | NP-6             |
| 115              | Amund Grøndahl Jansen (NOR) | NP-6             |
| 116              | Jack Bauer (NZL)            | NP-6             |
| 117              | Dion Smith (NZL)            | 83e              |

| Astana-Premier Tech APT | Astana-Premier Tech APT     | Astana-Premier Tech APT |
| ----------------------- | --------------------------- | ----------------------- |
| Num                     | Coureur                     | Pos                     |
| 121                     | Jakob Fuglsang (DEN)        | 3e                      |
| 122                     | Stefan de Bod (RSA)         | 24e                     |
| 123                     | Manuele Boaro (ITA)         | NP-8                    |
| 124                     | Yevgeniy Gidich (KAZ)       | AB-8                    |
| 125                     | Hugo Houle (CAN)            | 30e                     |
| 126                     | Omar Fraile (ESP)           | AB-8                    |
| 127                     | Jonas Gregaard Wilsly (DEN) | 45e                     |

| Groupama-FDJ GFC | Groupama-FDJ GFC                    | Groupama-FDJ GFC |
| ---------------- | ----------------------------------- | ---------------- |
| Num              | Coureur                             | Pos              |
| 131              | Stefan Küng (SUI) (route et chrono) | 40e              |
| 132              | Matteo Badilatti (SUI)              | 44e              |
| 133              | Alexys Brunel (FRA)                 | NP-4             |
| 134              | Fabian Lienhard (SUI)               | AB-8             |
| 135              | Tobias Ludvigsson (SWE)             | AB-8             |
| 136              | Jake Stewart (GBR)                  | 97e              |
| 137              | Benjamin Thomas (FRA)               | AB-8             |

| Cofidis COF | Cofidis COF              | Cofidis COF |
| ----------- | ------------------------ | ----------- |
| Num         | Coureur                  | Pos         |
| 141         | Christophe Laporte (FRA) | NP-7        |
| 142         | Tom Bohli (SUI)          | 117e        |
| 143         | Jempy Drucker (LUX)      | 100e        |
| 144         | Rubén Fernández (ESP)    | 54e         |
| 145         | Rémy Rochas (FRA)        | 70e         |
| 146         | Szymon Sajnok (POL)      | 121e        |
| 147         | Jelle Wallays (BEL)      | 105e        |

| Qhubeka Assos TQA | Qhubeka Assos TQA                 | Qhubeka Assos TQA |
| ----------------- | --------------------------------- | ----------------- |
| Num               | Coureur                           | Pos               |
| 151               | Domenico Pozzovivo (ITA)          | 6e                |
| 152               | Simon Clarke (AUS)                | 74e               |
| 153               | Nicholas Dlamini (RSA)            | AB-8              |
| 154               | Kilian Frankiny (SUI)             | 60e               |
| 155               | Connor Brown (NZL)                | 124e              |
| 156               | Reinardt Janse van Rensburg (RSA) | AB-8              |
| 157               | Andreas Stokbro (DEN)             | 99e               |

| Lotto-Soudal LTS | Lotto-Soudal LTS         | Lotto-Soudal LTS |
| ---------------- | ------------------------ | ---------------- |
| Num              | Coureur                  | Pos              |
| 161              | John Degenkolb (GER)     | 103e             |
| 162              | Filippo Conca (ITA)      | NP-7             |
| 163              | Andreas Kron (DEN)       | 20e              |
| 164              | Florian Vermeersch (BEL) | 88e              |
| 165              | Maxim Van Gils (BEL)     | 50e              |
| 166              | Viktor Verschaeve (BEL)  | AB-8             |
| 167              | Kobe Goossens (BEL)      | 81e              |

| Total Direct Énergie TDE | Total Direct Énergie TDE   | Total Direct Énergie TDE |
| ------------------------ | -------------------------- | ------------------------ |
| Num                      | Coureur                    | Pos                      |
| 171                      | Pierre Latour (FRA)        | 11e                      |
| 172                      | Fabien Doubey (FRA)        | 72e                      |
| 173                      | Edvald Boasson Hagen (NOR) | NP-1                     |
| 174                      | Víctor de la Parte (ESP)   | 21e                      |
| 175                      | Julien Simon (FRA)         | 62e                      |
| 176                      | Anthony Turgis (FRA)       | 84e                      |
| 177                      | Alexis Vuillermoz (FRA)    | AB-7                     |

| Team DSM DSM | Team DSM DSM                      | Team DSM DSM |
| ------------ | --------------------------------- | ------------ |
| Num          | Coureur                           | Pos          |
| 181          | Tiesj Benoot (BEL)                | 15e          |
| 182          | Thymen Arensman (NED)             | 55e          |
| 183          | Romain Combaud (FRA)              | 68e          |
| 184          | Mark Donovan (GBR)                | 48e          |
| 185          | Søren Kragh Andersen (DEN)        | 69e          |
| 186          | Andreas Leknessund (NOR) (chrono) | 23e          |
| 187          | Jasha Sütterlin (GER)             | 65e          |

| EF Education-Nippo EFN | EF Education-Nippo EFN    | EF Education-Nippo EFN |
| ---------------------- | ------------------------- | ---------------------- |
| Num                    | Coureur                   | Pos                    |
| 191                    | Rigoberto Urán (COL)      | 2e                     |
| 192                    | Stefan Bissegger (SUI)    | 90e                    |
| 193                    | Neilson Powless (USA)     | 14e                    |
| 194                    | Alex Howes (USA)          | 92e                    |
| 195                    | Sebastian Langeveld (NED) | AB-6                   |
| 196                    | Jonas Rutsch (GER)        | 108e                   |
| 197                    | Thomas Scully (NZL)       | 115e                   |

| Intermarché-Wanty-Gobert Matériaux IWG | Intermarché-Wanty-Gobert Matériaux IWG | Intermarché-Wanty-Gobert Matériaux IWG |
| -------------------------------------- | -------------------------------------- | -------------------------------------- |
| Num                                    | Coureur                                | Pos                                    |
| 201                                    | Jan Hirt (CZE)                         | NP-4                                   |
| 202                                    | Maurits Lammertink (NED)               | NP-4                                   |
| 203                                    | Simone Petilli (ITA)                   | NP-4                                   |
| 204                                    | Baptiste Planckaert (BEL)              | NP-4                                   |
| 205                                    | Lorenzo Rota (ITA)                     | NP-4                                   |
| 206                                    | Pieter Vanspeybrouck (BEL)             | NP-4                                   |
| 207                                    | Georg Zimmermann (GER)                 | NP-4                                   |

| Rally Cycling RLY | Rally Cycling RLY       | Rally Cycling RLY |
| ----------------- | ----------------------- | ----------------- |
| Num               | Coureur                 | Pos               |
| 211               | Benjamin King (USA)     | 77e               |
| 212               | Nickolas Zukowsky (CAN) | 98e               |
| 213               | Rob Britton (CAN)       | 78e               |
| 214               | Gavin Mannion (USA)     | 52e               |
| 215               | Kyle Murphy (USA)       | AB-8              |
| 216               | Joey Rosskopf (USA)     | 67e               |
| 217               | Matteo Dal-Cin (CAN)    | 122e              |

| Suisse SUI | Suisse SUI      | Suisse SUI |
| ---------- | --------------- | ---------- |
| Num        | Coureur         | Pos        |
| 221        | Simon Pellaud   | NP-6       |
| 222        | Kevin Kuhn      | 112e       |
| 223        | Claudio Imhof   | 114e       |
| 224        | Lukas Rüegg     | 102e       |
| 225        | Cyrille Thièry  | 111e       |
| 226        | Joël Suter      | 71e        |
| 227        | Roland Thalmann | 42e        |

- Liste de départ complète